# Micafungin
Micafungin (tên thương mại Mycamine) là một loại thuốc chống nấm echinocandin được sử dụng để điều trị và ngăn ngừa nhiễm nấm xâm lấn bao gồm nhiễm nấm máu, áp xe và nấm candida thực quản. Nó ức chế sản xuất beta-1,3-glucan, một thành phần thiết yếu của thành tế bào nấm. Micafungin được tiêm tĩnh mạch. Nó đã nhận được sự chấp thuận cuối cùng từ Cục Quản lý Thực phẩm và Dược phẩm Hoa Kỳ vào ngày 16 tháng 3 năm 2005 và đã được phê duyệt tại Liên minh Châu Âu vào ngày 25 tháng 4 năm 2008.

## Chỉ định
Micafungin được chỉ định để điều trị bệnh nấm máu, nhiễm nấm candida lan tỏa cấp tính, viêm phúc mạc do nấm Candida, áp xe và nhiễm nấm candida thực quản. Kể từ ngày 23 tháng 1 năm 2008, micafungin đã được phê chuẩn để điều trị dự phòng nhiễm trùng Candida ở những bệnh nhân được ghép tế bào gốc tạo máu (HSCT).
Micafungin hoạt động bằng cách ức chế 1,3-beta-D-glucan synthase phụ thuộc vào nồng độ dẫn đến giảm sự hình thành 1,3-beta-D-glucan, một loại polysacarit thiết yếu bao gồm một phần ba phần lớn Candida spp. vách tế bào. Điều này làm giảm sản xuất glucan dẫn đến mất ổn định thẩm thấu và do đó ly giải tế bào.

## Chống chỉ định
Được biết quá mẫn cảm với micafungin hoặc bất kỳ thành phần nào khác có trong công thức là một chống chỉ định cho việc sử dụng nó.

## Liều dùng
Sự chuyển hóa của micafungin xảy ra ở gan vì phân tử thuốc là chất nền của CYP3A4, một loại men gan. Các biện pháp phòng ngừa nên được thực hiện liên quan đến việc dùng thuốc, vì micafungin cũng ức chế sự thanh thải của chính nó thông qua sự ức chế CYP3A4 yếu.

## Dạng bào chế
Micafungin là một sản phẩm kháng nấm tự nhiên có nguồn gốc từ các loại nấm khác như một cơ chế bảo vệ cạnh tranh các chất dinh dưỡng, v.v. Cụ thể, micafungin có nguồn gốc từ FR901379, và được sản xuất bởi Coleophoma empetri.